# Mile End Park

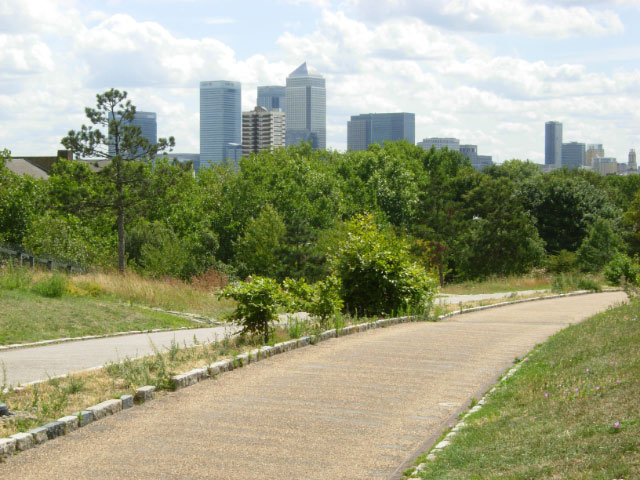
Parc Mile End

Mile End Park est un parc situé dans le quartier londonien de Tower Hamlets. Il s'agit d'un parc linéaire d'environ 32 hectares  qui a été créé sur des terrains industriels dévastés par les bombardements de la Seconde Guerre mondiale. Une partie du parc se trouve à Limehouse et Bethnal Green, le parc étant situé sur un terrain à l'est du Regent's Canal. Au nord, il est séparé de l'extrémité sud du Victoria Park par le canal Hertford Union. Il est ouvert 24h / 24. 

## Histoire et description

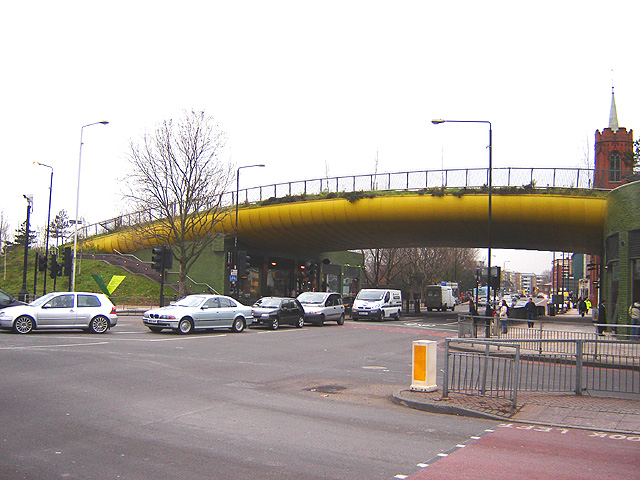
Le pont vert surplombe le parc Mile End sur la route Mile End

Un plan existait dès la fin de la guerre pour créer le parc, mais le développement n'a commencé qu'à la fin du millénaire. Un pont piétonnier, ouvert en juillet 1999, a été construit sur Mile End Road, qui coupe le parc, près de la station de métro Mile End. Le pont a été conçu par Piers Gough. Avant la construction du parc, le 193 Grove Road - à la lisière du parc - a été transformé par le sculpteur Rachel Whiteread en un moulage de son intérieur. Ce travail lui a valu le prix Turner en 1993. 
En 1381, 60 000 hommes d'Essex campèrent ici et rencontrèrent Richard II au Mile End, le 14 juin 1381, lors de la révolte des paysans . 
Le parc se compose désormais d'un certain nombre d'éléments (allant du nord au sud): la Play Arena - pour les enfants, le parc écologique - avec un lac, un bâtiment écologique, une éolienne et un mur d'escalade, le parc des arts, le pont vert, le Jardin en terrasse, The South Park, Adventure Park, Sports Park - y compris le stade Mile End, Kirk's Place et The Children's Park . A proximité se trouvent un centre de sports extrêmes et une piste de karting électrique. 
Le parc a reçu le London First Award, le Green bridge le Institution of Civil Engineers Award of Merit, une mention élogieuse aux British Construction Industry Awards et une mention spéciale du Prime Minister's Award . 

## Stade du Mile End
Le stade Mile End, situé à l'extrémité sud du parc, a subi une rénovation achevée en 2005. Nouveau centre de sport et de fitness, le Mile End Park Leisure Centre a été construit à côté du stade et a ouvert ses portes en 2006. Il abrite une salle de sport sur quatre courts, deux piscines (dont une piscine standard de compétition), des studios de remise en forme ultramodernes, ainsi qu'une salle de remise en forme et un sauna. 
Le mur d'escalade du Mile End est également situé dans le parc Mile End. 